# Slivno (Kroatië)
Slivno is een gemeente in de Kroatische provincie Dubrovnik-Neretva.
Slivno telt 2078 inwoners, voor 90 % Kroaten.
Steden (gradovi): Dubrovnik · Korčula · Metković · Opuzen · Ploče

Gemeenten (općine): Blato · Dubrovačko Primorje · Janjina · Konavle · Kula Norinska · Lastovo · Lumbarda · Mljet · Orebić · Pojezerje · Slivno · Smokvica · Ston · Trpanj · Vela Luka · Zažablje · Župa Dubrovačka